# Bilal Philips

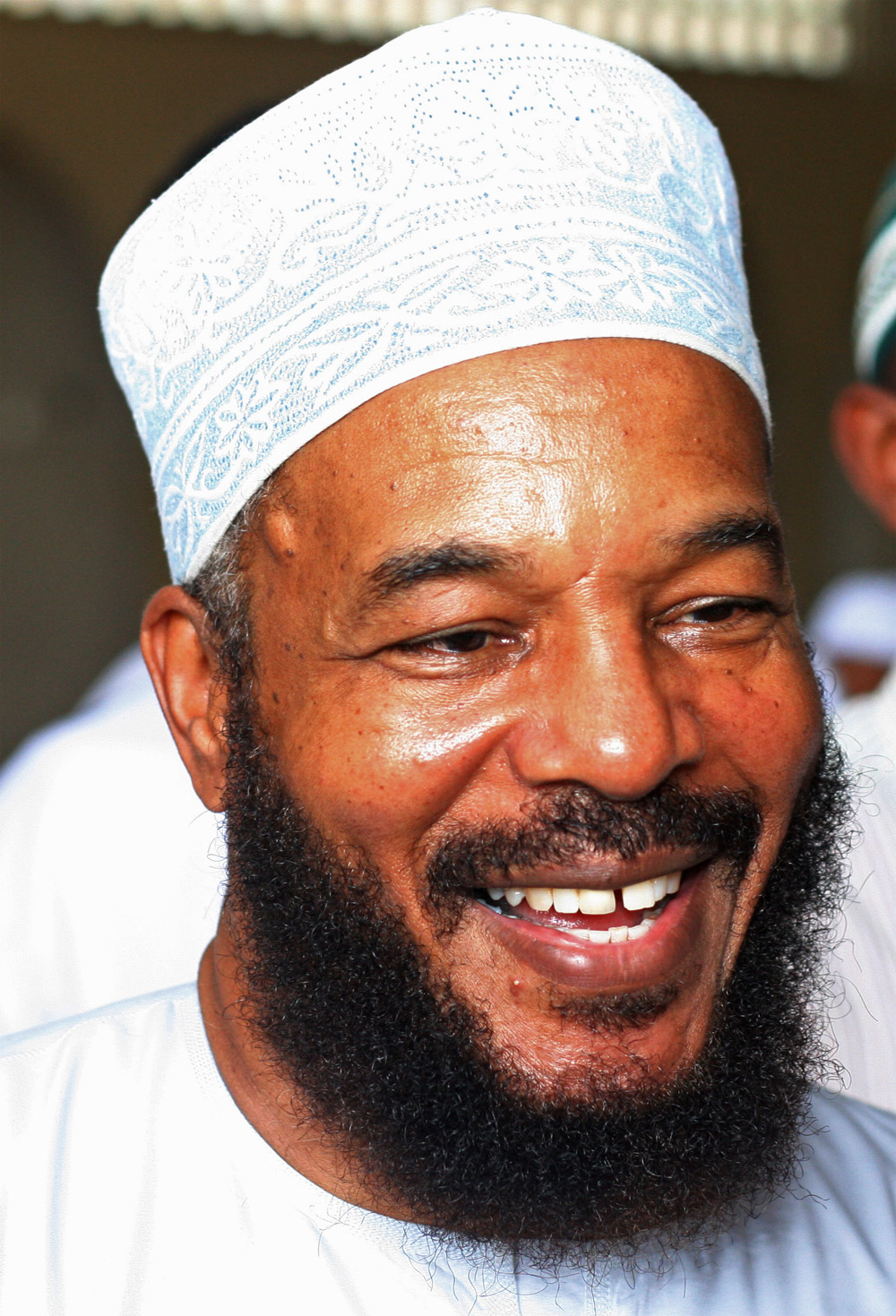
Bilal Philips (2010)

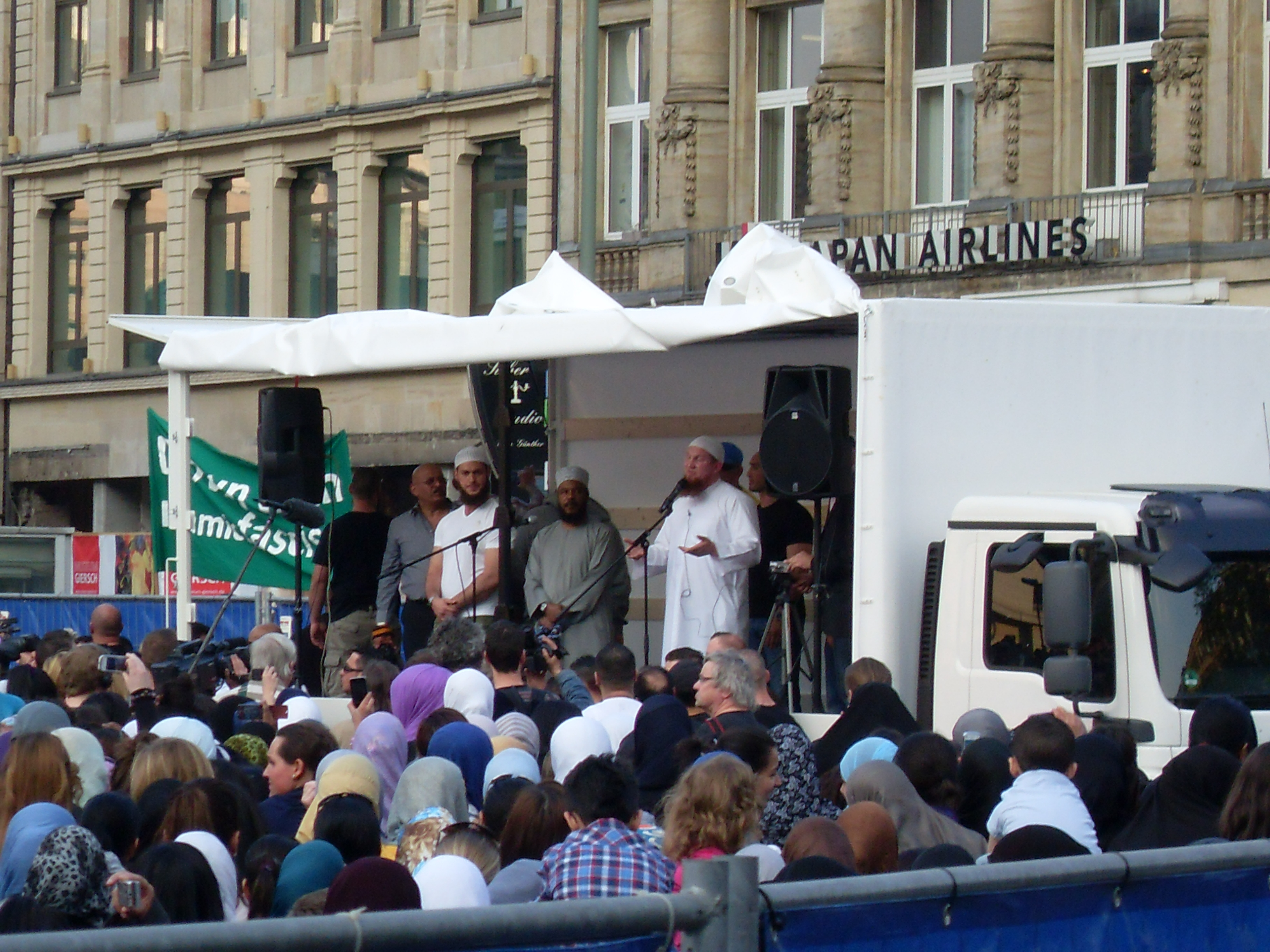
Bilal Philips (Mitte) und Pierre Vogel (rechts) als Redner bei einer Kundgebung in Frankfurt/M. (April 2011)

Abu Ameenah Bilal Philips (* 1947 in Kingston, Jamaika als Dennis Bradley Philips) ist ein jamaikanisch-kanadischer islamistischer Prediger und Autor. Er gilt als homophober und fundamentalistischer Hassprediger.

## Ausbildung
Bilal Philips wuchs in Kanada auf und konvertierte 1972 zum Islam. Er betätigt sich als Fernsehprediger für islamische Religion und verwendet dabei Medienkanäle, die hauptsächlich fundamentalistische Prediger für die Missionierung nutzten.
Die amerikanische Vereinigung von Muslimen Islam tomorrow verbreitet eine Biographie von Bilal Philips, nach der er ein Diplom für Arabisch sowie einen Bachelor of Arts des College of Islamic Disciplines (Usul ad-Deen) an der Islamischen Universität von Medina im Jahr 1979 erwarb. Nach der Islam-Tomorrow-Biographie hat Philips an der Universität von Riad am College of Education mit einem Master für Islamische Theologie im Jahr 1985 abgeschlossen. 1994 erwarb er demnach einen Ph.D. an der University of Wales im Fach Islamische Theologie.

## Tätigkeiten
Philips unterrichtete zehn Jahre lang „Islamische Erziehung“, u. a. an der Manaret Riyadh High School, Arabisch an privaten Schulen in Riad und drei Jahre an der „Shariff Kabunsuan Islamic University“ in der Stadt Cotabato auf Mindanao (Philippinen).
1993, während des Zweiten Golfkriegs, arbeitete Philips an einem Projekt, das helfen sollte, US-amerikanische Soldaten zur Konversion zum Islam zu bewegen. Zu Untersuchungen des FBI führte seine Aufforderung an Konvertiten in den 1990er Jahren, im Bosnienkrieg zu kämpfen.
1994 gründete und leitete Philips das Islamic Information Center in Dubai, das sich mit der multimedialen Verbreitung der islamischen Religion beschäftigt. Er gründete die Islamische Online Universität, die einen E-Learning-Studiengang in Zusammenarbeit mit der Om Durman Universität für Islam in Omdurman (Sudan) anbietet, der mit einem Bachelor of Arts in Islamic Studies (BAIS) abgeschlossen werden kann.
Im Vorwort eines seiner vom Kooperativen Büro für islamische Missionsarbeit unter Ausländern in Rauda (Saudi-Arabien) elektronisch in Auszügen verbreiteten Bücher bezeichnete sich Bilal Philips 2007 auch als Professor an der Amerikanischen Universität in den Vereinigten Arabischen Emiraten, die es unter diesem Namen jedoch nicht gibt; eventuell ist die Amerikanische Universität in Dubai (AUD) oder die Amerikanische Interkontinentalen Universität (AIU) in Dubai gemeint.
In Mumbai (ehemals Bombay, Indien) hält Philips regelmäßig Vorträge für die Islamic Research Foundation. Diese verbreitet auch Videoaufzeichnungen von Philips’ Vorträgen.
In der monatlichen IS-Propagandazeitschrift Dabiq rief der IS seine Anhänger zur Tötung von Philips und dem deutschen Salafistenpredigers Pierre Vogel auf. Als Begründung gaben sie an, dass sie Abtrünnige seien, die „den Komfort der westlichen Welt angenommen und ein friedliches Leben in den Ländereien der ältesten Feinde des Islams angenommen“ hätten.

## Positionen
Zu seinen Schülern zählt der zu lebenslanger Haftstrafe verurteilte Terrorist Ali Al-Timimi, der an Philips’ Seminaren in Saudi-Arabien teilgenommen haben soll und von diesem 2004 in einem Brief eine Empfehlung für seine finanzielle, moralische und politische Unterstützung erhielt. Zu den Positionen Al-Timimis gehört, dass Schiiten – zumindest in islamischen Staaten –, da sie keine Sunniten sind, umgebracht werden sollten (Zitat: lopped off, cut their necks).
Nach Behauptungen, die von Channel 4 in Großbritannien ausgestrahlt wurden, Bilal Philips vertrete eine radikal-wahhabitische Richtung des Islams, verweist Philips in einem seiner zahlreichen YouTube-Videos auf seine Ausbildung in Wales in Großbritannien. Im gleichen Video nimmt er – mit Hinblick auf den Religionsstifter – zur Frage der Abgrenzung der Heirat von Adoleszenten, Sex bei Minderjährigen und Pädophilie sowie Gültigkeit von Rechtsprinzipien aus territorial-legislativer Perspektive Stellung.

## Kritik und Einreisesperren
Bilal Philips darf (Stand 2009) nicht in die USA reisen. In Deutschland wird er als Hassprediger kritisiert, weil er Homosexualität und Transgender als korrupte Aktivitäten bezeichnet, die – so Bilal Philips – die Familien bedrohten. Nach angekündigten Protesten des LSVD sagte er einen Auftritt in der Berliner Al-Nur-Moschee aus Termingründen ab. Volker Beck forderte in einer parlamentarischen Frage an die Bundesregierung, ihn für die Einreise in den Schengenraum zu sperren. Der Nachrichtenticker Queer berichtet, dass 2007 für Philips auch ein Einreiseverbot nach Australien galt, da er von der dortigen Regierung als Nationales Sicherheitsrisiko eingestuft wurde. Er erhielt kein australisches Visum, als er in Melbourne als Redner auf einer islamischen Konferenz auftreten wollte. Eine Sprecherin des Berliner Senats sagte im Juni 2009, dass er nach ihren Informationen nicht nach Deutschland komme. Im April 2011 trat er aber in Frankfurt am Main als Redner zusammen mit Pierre Vogel auf einer Demonstration auf. Das Bundesinnenministerium hatte zuvor keine Erkenntnisse über seine Einreise. Philips wurde nach der Kundgebung von der Frankfurter Ausländerbehörde ausgewiesen und folgte deren Auflage, Deutschland innerhalb von drei Tagen zu verlassen.

## Veröffentlichungen
- Funeral Rites
- The Fundamentals of Tawheed (Islamic Monotheism)
- Purpose of Life
- Tafsir: Surah Buruj

sowie als Ko-Autor in zahlreichen anderen Büchern und Broschüren